# Partito Comunista della Moldavia
Il Partito Comunista della Moldavia (in rumeno: Partidul Comunist al Moldovei - PCM, scritto in cirillico moldavo come: Партидул Комунист ал Молдовей - ПСМ; in russo Коммунистическая Партия Молдавии - КПМ?, Kommunističeskaja Partija Moldavii - KPM) è stato un partito politico moldavo ed ha costituito una delle sezioni repubblicane del Partito Comunista dell'Unione Sovietica.
Fondato nel 1940, fu messo fuori legge il 23 agosto 1991 con decreto del Presidium del parlamento della Repubblica di Moldavia, che aveva proclamato la propria indipendenza dall'Unione Sovietica.
Dopo che il partito comunista fu di nuovo legalizzato da parte del Parlamento della Moldavia il 7 settembre 1993, il PCM rinacque nella forma del Partito dei Comunisti della Repubblica di Moldavia.

## Cronologia dei Primi segretari
| Nome            | Dal              | Al               |
| --------------- | ---------------- | ---------------- |
| Pëtr Borodin    | 15 agosto 1940   | 11 febbraio 1942 |
| Nikita Salogor  | 13 febbraio 1942 | 5 gennaio 1946   |
| Nicolae Coval   | 5 gennaio 1946   | 3 novembre 1950  |
| Leonid Brežnev  | 3 novembre 1950  | 16 aprile 1952   |
| Dimitri Gladki  | 16 aprile 1952   | 7 febbraio 1954  |
| Zinovie Serdiuk | 8 febbraio 1954  | 29 maggio 1961   |
| Ivan Bodiul     | 29 maggio 1961   | 30 dicembre 1981 |
| Semion Grossu   | 30 dicembre 1981 | 16 novembre 1989 |
| Petru Lucinschi | 16 novembre 1989 | 4 febbraio 1991  |
| Grigore Eremei  | 4 febbraio 1991  | agosto 1991      |